# كمبيالة مضمونة
كمبيالة مضمونة (بالإنجليزية:secured note) هي كمبيالة مكفولة بضمان ، إما برهن ملك بقصد إعطاء الدائن ضمانا إضافيا ، أو بإيداع أسهم مالية أو سندات مع الدائن لنفس الغرض.

## اقرأ أيضاً
- سند ضمان
- سند الدخل
- تقدير السند
- وسيط سندات
- التزام قانوني
- مردود الاستثمار
- الحد الأدنى للعائد
- عملة مضمونة بأصول
- أوراق تجارية مالية
- مستحقات مؤجلة